# Olivier Maroy
 (février 2016).
Si vous disposez d'ouvrages ou d'articles de référence ou si vous connaissez des sites web de qualité traitant du thème abordé ici, merci de compléter l'article en donnant les références utiles à sa vérifiabilité et en les liant à la section « Notes et références ».
Pour les articles homonymes, voir Maroy.
Olivier Maroy, né à Uccle le 7 juin 1962, est un journaliste et homme politique belge, membre du Mouvement Réformateur (MR).

## Biographie
Olivier Maroy siège comme député au Parlement de Wallonie et au Parlement de la Fédération Wallonie-Bruxelles depuis les élections régionales belges du 25 mai 2014. Il est réélu le 26 mai 2019. Il préside la Commission de la Fonction Publique, Tourisme et Patrimoine au Parlement de Wallonie.
Avant son engagement en politique, Olivier Maroy était journaliste politique pour la RTBF. Il a notamment présenté l'émission politique Mise au point sur la Une pendant onze années.
Il est le mari de la présentatrice du JT de 13 heures, Véronique Barbier.

## Polémiques
Le 5 décembre 2023 au Parlement de la Fédération Wallonie-Bruxelles, Olivier Maroy choque certains de ses collègues après avoir fait une blague jugée de “très mauvais goût” en imitant un accent africain. Par la suite, il a minimisé l’incident en qualifiant la blague de “bête” et affirmant qu’elle n’avait “aucune connotation raciste”.

## Décoration
- Chevalier de l'ordre de Léopold (2024)[2].